# Górowo-Trząski
Górowo-Trząski – wieś w Polsce położona w województwie warmińsko-mazurskim, w powiecie nidzickim, w gminie Janowiec Kościelny.
W latach 1975–1998 miejscowość administracyjnie należała do województwa olsztyńskiego.
W okresie międzywojennym w miejscowości stacjonowała placówka Straży Celnej „Górowo-Trząski”. a następnie  placówka Straży Granicznej I linii „Górowo-Trząski”.